# ニコラ・パリッチ
ニコラ・パリッチ（Nicola Palizzi、1820年2月20日 - 1870年9月20日）は、イタリアの画家。おもに風景画を描いた。

## 略歴
南イタリア、アブルッツォ州のヴァストの法律家の家に生まれた。9人の男兄弟の多くが芸術的な活動をし、兄に画家となった、ジュゼッペ・パリッチ(Giuseppe Palizzi :1812–1888)とフィリッポ・パリッチ(Filippo Palizzi:1818- 1899)がいる。兄たちが画家の修行を始めていたナポリに移り、1842年にナポリの美術学校に入学した。
兄のジュゼッペの習って、1856年に、ナポリを出て、ローマ、フィレンチェに経由してパリに出た。パリで「バルビゾン派」の絵画を学ぶことができた。兄のジュゼッペはすでに、バルビゾン派の画家と活動していた。イタリアに戻った後は、ナポリ近郊のエルコラーノやポルティチで活動した「レジーナ派」(Scuola di Resina)の画家とも交流した。
スイス出身の出版業者、フランチェスコ・ド・ブールカール(Francesco de Bourcard)が編集したナポリの習俗・服飾に関する書籍「ナポリの習慣の図説(Usi e costumi di Napoli e contorni descritti e dipinti)」は100点近い版画図版を当時の画家たちが描かせ、兄ののフィリッポ・パリッチは最も多くの図版を描いたが、ニコラも、この書籍の図版を描いた。ニコラの作品は、ナポリ美術アカデミーの美術館に収蔵されている。

## 作品

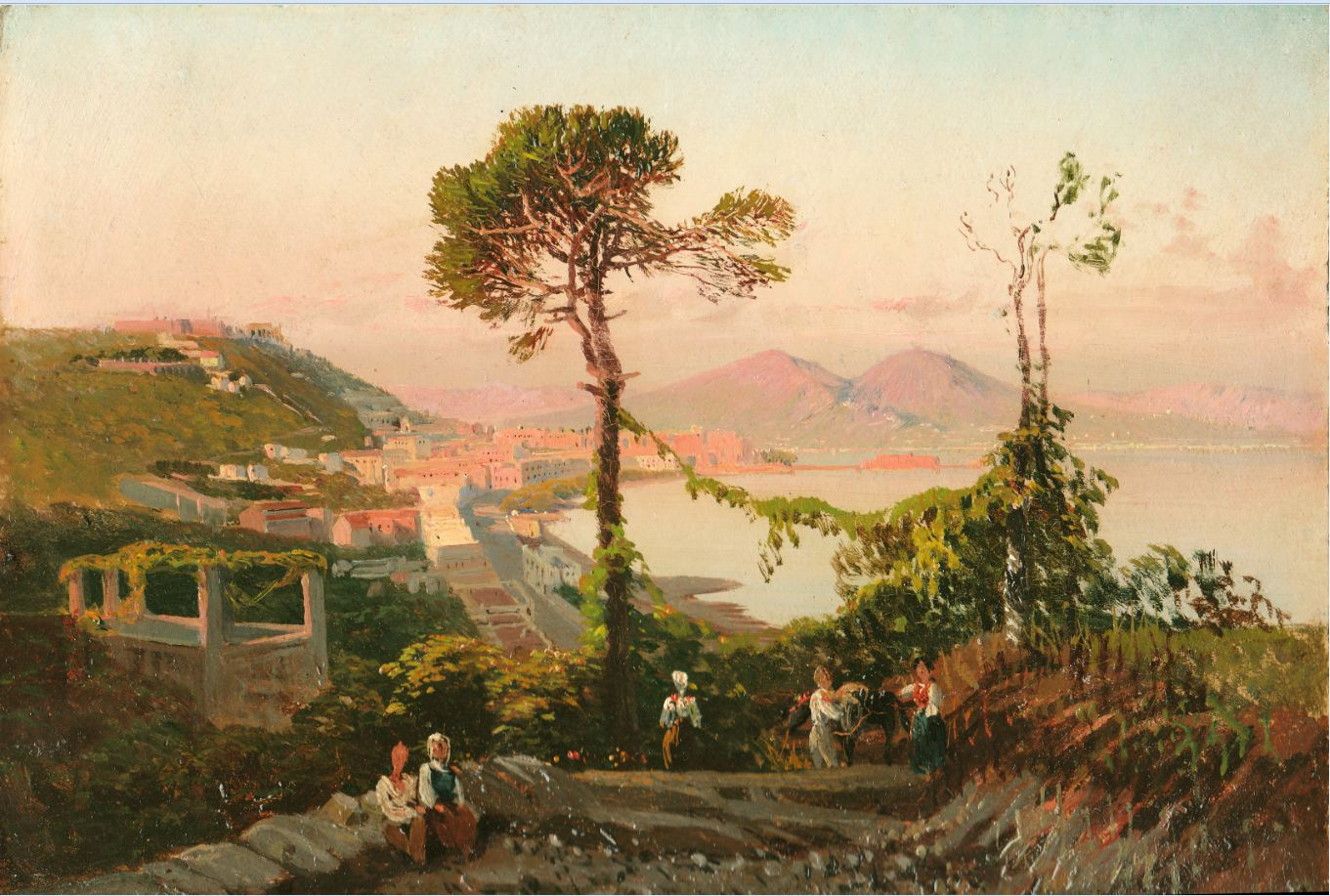
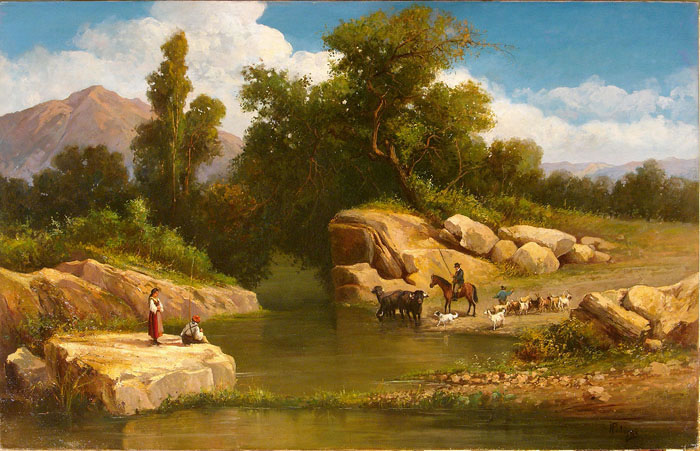
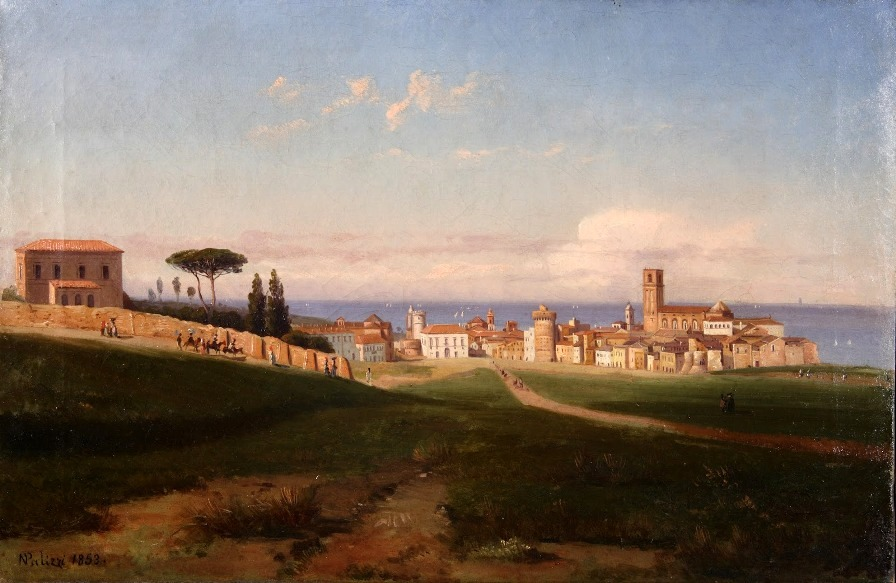